# Čardak (Republika Serbska)
Čardak (cyr. Чардак) – wieś w Bośni i Hercegowinie, w Republice Serbskiej, w gminie Modriča. W 2013 roku liczyła 353 mieszkańców.